# Tescott
Tescott es una ciudad ubicada en el condado de Ottawa en el estado estadounidense de Kansas. En el año 2010 tenía una población de 319 habitantes y una densidad poblacional de 354,44 personas por km².

## Geografía
Tescott se encuentra ubicada en las coordenadas 39°0′43″N 97°52′41″O / 39.01194, -97.87806 (39.012005, -97.878140).

## Demografía
Según la Oficina del Censo en 2000 los ingresos medios por hogar en la localidad eran de $37,813 y los ingresos medios por familia eran $44,375. Los hombres tenían unos ingresos medios de $31,250 frente a los $15,938 para las mujeres. La renta per cápita para la localidad era de $16,839. Alrededor del 17.8% de la población estaban por debajo del umbral de pobreza.